# Georgijewski (Chomutowka)
Georgijewski (russisch Георгиевский) ist eine Siedlung (ländlichen Typs) in der Oblast Kursk in Russland. Sie gehört zum Rajon Chomutowka und zur Landgemeinde (selskoje posselenije) Kalinowski selsowjet.

## Geographie
Der Ort liegt gut 119 km Luftlinie nordwestlich des Oblastverwaltungszentrums Kursk im südwestlichen Teil der Mittelrussischen Platte, 4,5 km westlich des Rajonverwaltungszentrums Chomutowka, 3 km vom Sitz des Dorfsowjet – Kalinowka, 12 km von der Grenze zwischen Russland und der Ukraine, am Torrente Kalinowy (Nebenfluss der Chatuscha im Becken des Sew).

### Klima
Das Klima im Ort ist wie im Rest des Rajons kalt und gemäßigt. Es gibt während des Jahres eine erhebliche Niederschlagsmenge. Dfb lautet die Klassifikation des Klimas nach Köppen und Geiger.

## Bevölkerungsentwicklung
| Jahr | Einwohner |
| ---- | --------- |
| 2002 | 55        |
| 2010 | 35        |

Anmerkung: Volkszählungsdaten

## Verkehr
Georgijewski liegt 0,8 km von der Fernstraße föderaler Bedeutung M3 Ukraina (Moskau – Kaluga – Brjansk – Grenze zur Ukraine), 0,5 km von der Straße A 142 (Trosna – M3 Ukraina) und 33,5 km von der nächsten Eisenbahnhaltestelle Cholmiwka (Eisenbahnstrecke Chutir-Mychajliwsky – Woroschba) entfernt.
Der Ort liegt 204 km vom internationalen Flughafen von Belgorod entfernt.